# Blogosphère
Vous pouvez aider à l'améliorer ou bien discuter des problèmes sur sa page de discussion.
- Il est à actualiser. Certains passages sont obsolètes ou annoncent des événements désormais passés. (Marqué depuis janvier 2011)

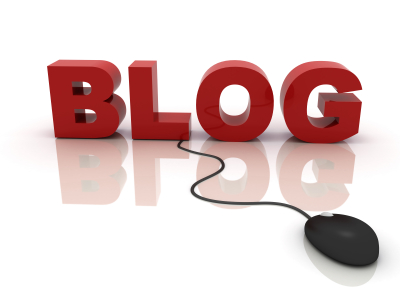
Visuel Blog

Le mot « blogosphère » désigne indifféremment un ensemble de blogs ou l'ensemble de ses rédacteurs. L'expression la blogosphère désigne ainsi l'ensemble de tous les blogs. C'est un sous-ensemble du World Wide Web.

## Terminologie
Le terme blogosphère peut être qualifié : on peut ainsi parler de blogosphère francophone, de blogosphère sportive, etc.
On utilise aussi les termes blogobulle (synonyme ironique soulignant le caractère insulaire de la communauté), carnetosphère ou blogeoisie. Des expressions dérivées du terme blogosphère à usage polémique sont parfois utilisées en langue française pour désigner des ensembles de blogs en fonction de leurs tendances politiques, réelles ou supposées, comme la « fachosphère » pour qualifier les blogs d'extrême droite (l'expression « réacosphère » constituant une forme alternative à « fachosphère ») ou la « gauchosphère » pour désigner les blogs de gauche ou d'extrême gauche[réf. souhaitée].
Plusieurs sites recensent et analysent les tendances de la communauté, comme Technorati ou Wikio en France. Certains évaluent aussi la valeur marchande (en tant qu'espace publicitaire) des blogs. D'autres sites constituent des communautés de blogs et regroupent des articles exclusifs sur les thèmes les plus courants (web, high-tech, mode…), propulsant ainsi les blogueurs néophytes ou expérimentés au-devant de la scène.

## Dynamique sociale
La blogosphère semble suivre une loi de puissance (loi scalante) selon laquelle quelques éléments concentrent la majorité de la popularité. Comme tout autre groupe social humain, des effets de groupe (sympathie, antipathie, leadership…) apparaissent avec régularité au sein de la blogosphère.
Avec un temps d'écran important, les adolescents s'expriment et construisent leur identité en se servant des réseaux sociaux. Ils utilisent des techniques, code et modalités pour animer des conversations ou susciter des débat et ainsi faire en sorte qu'on s'intéresse à eux. 

## Source de données exploitables
Certains voient aussi dans la blogosphère un corpus et un matériau exploitable (par le data mining), dont on peut tirer, de manière automatisée, des informations d'intérêt social, scientifique ou socio-économique, des tendances d'intérêt prospectif, en fonction par exemple du pays, des thèmes traités ou de l'âge ou du sexe,, du blogueur.